# Basilica di Santa Maria alle Tre Querce
La basilica di Santa Maria alle Tre Querce (in lingua tedesca Basilika Maria Dreieichen) è una chiesa parrocchiale cattolica austriaca ed un santuario, sita nel comune di Rosenburg-Mold, in Bassa Austria. Nel marzo del 1957 papa Pio XII l'ha elevata alla dignità di basilica minore.

## Storia e descrizione

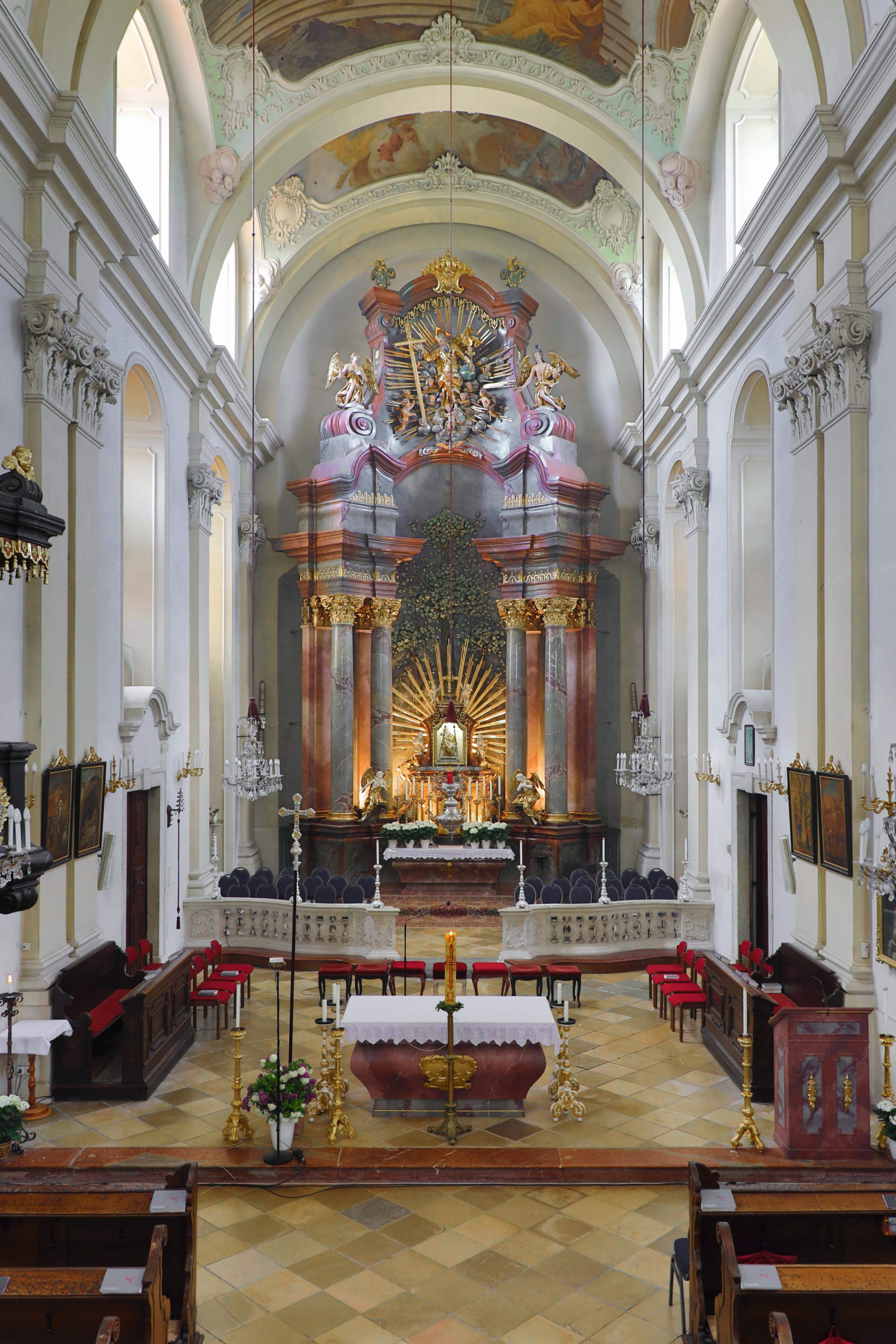
Altare maggiore

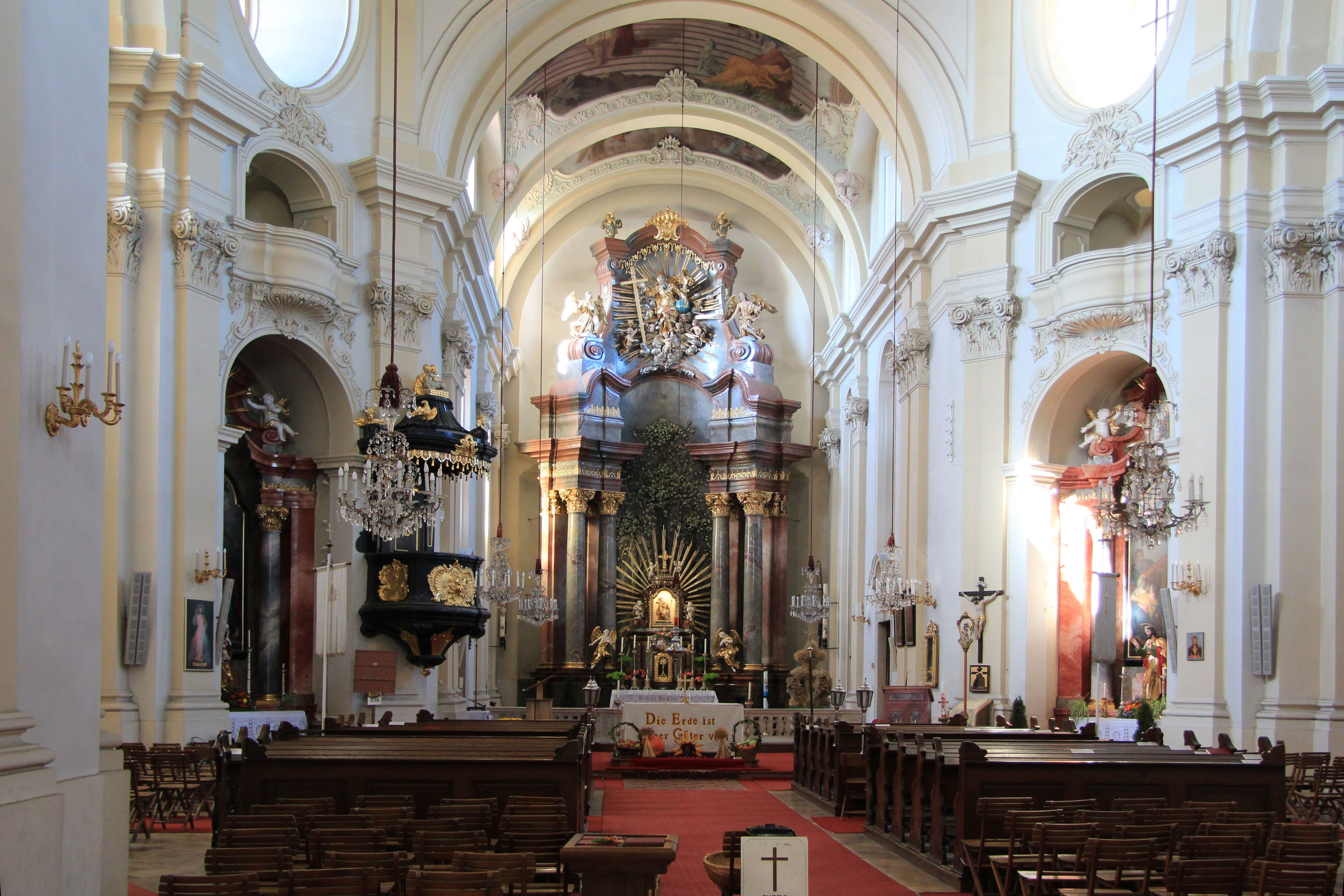
L'interno.

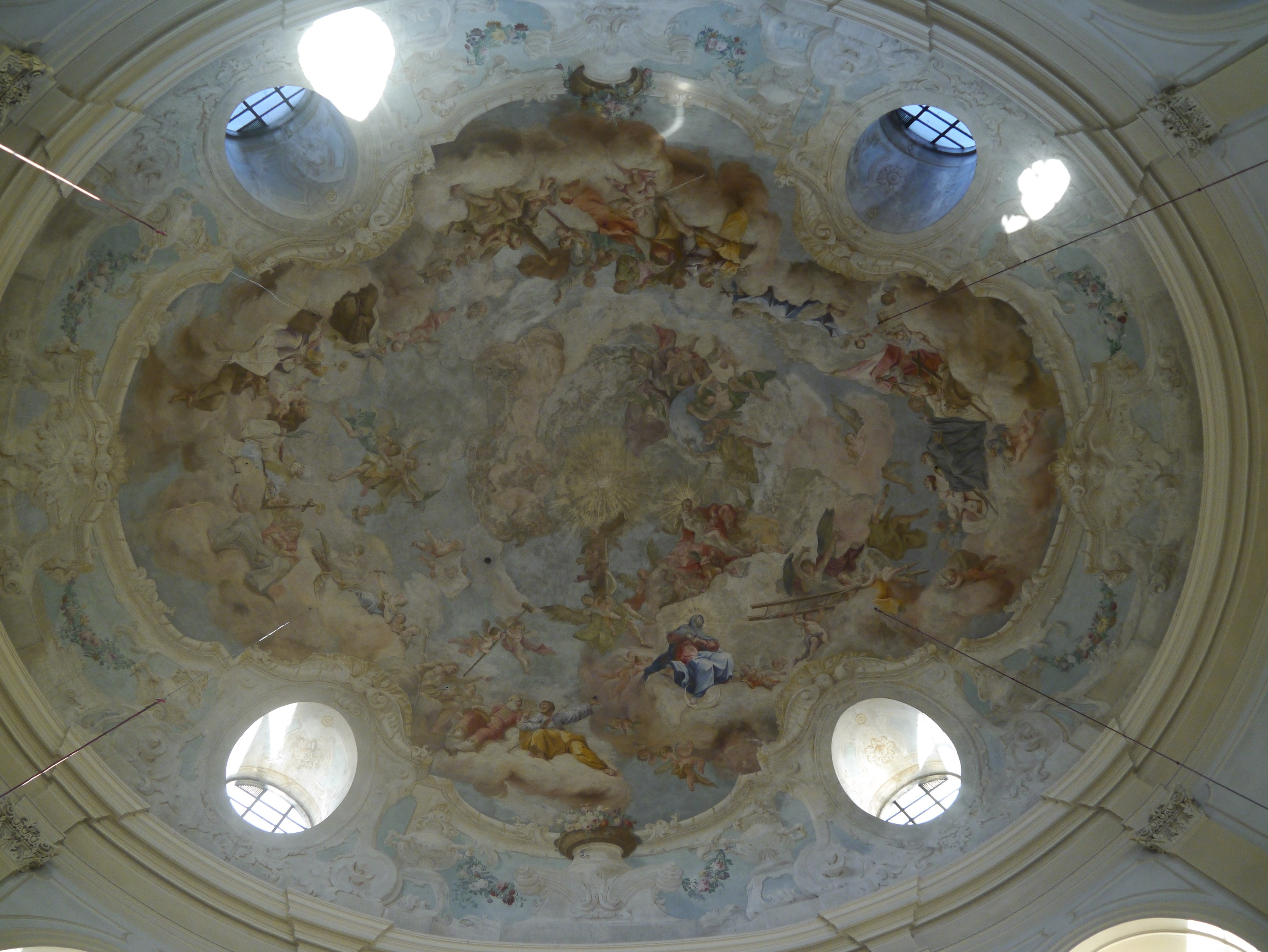
La cupola.

### L'immagine miracolosaMaria Dreieichen
Verso il 1656 secondo la leggenda venne sistemata una Pietà in cera su una quercia tripla sulla strada che conduce da Horn a Eggenburg da un mastro pellicciao di Horn, certo Weinberger (dovrebbe trattarsi di un individuo storicamente accertato di nome Mathias Wein, "giardiniere"). Dopo la distruzione dell'immagine a causa di un incendio il borgomastro di Horn Sebastian Friedrich fece erigere nel 1679 una statua in legno riproducente l'originale statua in cera. Poiché ne nacque un improvviso flusso di pellegrinaggi, nel 1700 il conte Hoyos, come signore della località, fece costruire un romitaggio presso Bründl al fine di assicurare una stabile custodia della statua. Questo romitaggio durò fino all'abolizione prevista dalle norme istituite da Giuseppe II nel 1782.

### Parrocchia e santuario
Dal 1730 al 1733 fu eretta, sul luogo della vecchia immagine di culto una cappella in pietra, che nel 1735 venne dedicata a "Maria alle Tre Querce" e nel 1737 il nome venne dato anche al fabbricato annesso alla chiesa. Esso apparteneva alla parrocchia di Riedenburg-Horn, che la cedette al convento di Altenburg. Subito dopo, nel 1744, si diede corso alla costruzione di una nuova chiesa, un ampio edificio a pianta a croce con una cupola centrale di forma ovale, che non era visibile dall'esterno. La costruzione venne eretta quando era abate Placidus Much (1685-1756), sotto la sollecitazione di Joseph Munggenast (1680-1741) e secondo il progetto di Leopold Wißgrill, che prese a modello la chiesa abbaziale di Altenburg. Il finanziamento dell'opera fu procurato con fondi privati dei monaci di Altenburg e del comune di Horn. Il coro fu costruito nel 1760. La facciata con le torri venne terminata fino al piano mediano nel 1733. Nel 1783 la chiesa divenne chiesa parrocchiale essa stessa comprendendo i territori di Mold, Mörtersdorf e Zaingrub, come, fino al 1928, parti di Rosenburg.
Dal 1785 fa parte dell'allora costituito decanato di Horn. Le torri furono modificate tra il 1814 e il 1819 da Karl Benedikter. Al terzo livello si trovano tre finestre a nicchia con al centro l'immagine di Maria delle Tre Querce e ai lati i santi Pietro e Paolo, sovrastati dalla figura di Dio Padre. La decorazione plastica è opera di Franz Leopold Farmacher del 1745. La navata termina con un coro a due crociere, ai lati del quale sorgono la sagrestia e una cappella per confessionale, che conduce, alla fine del coro attraverso un portale a ciò che rimane dell'ex cappella in pietra, ora detta Camera del tesoro, che contiene l'immagine miracolosa.
Il luminoso e ampio interno è adornato da stucchi rococò di Johann Georg Hoppel, che li realizzò tra il 1768 e il 1771, mentre la volta è ricoperta di affreschi di Paul Troger, Josef Hauzinger e Johann Wenzel Bergl. Nel coro vi sono vetrate illustrate del 1894. La basilica inoltre ha una campana di Stefan Drackh del 1740 e una di Johann Gottlieb Jennichen del 1821.
L'organo con alloggiamento protoclassicistico e parapetto fu costruito nel 1780 da Anton Pfliegler.

## CappellaBründl

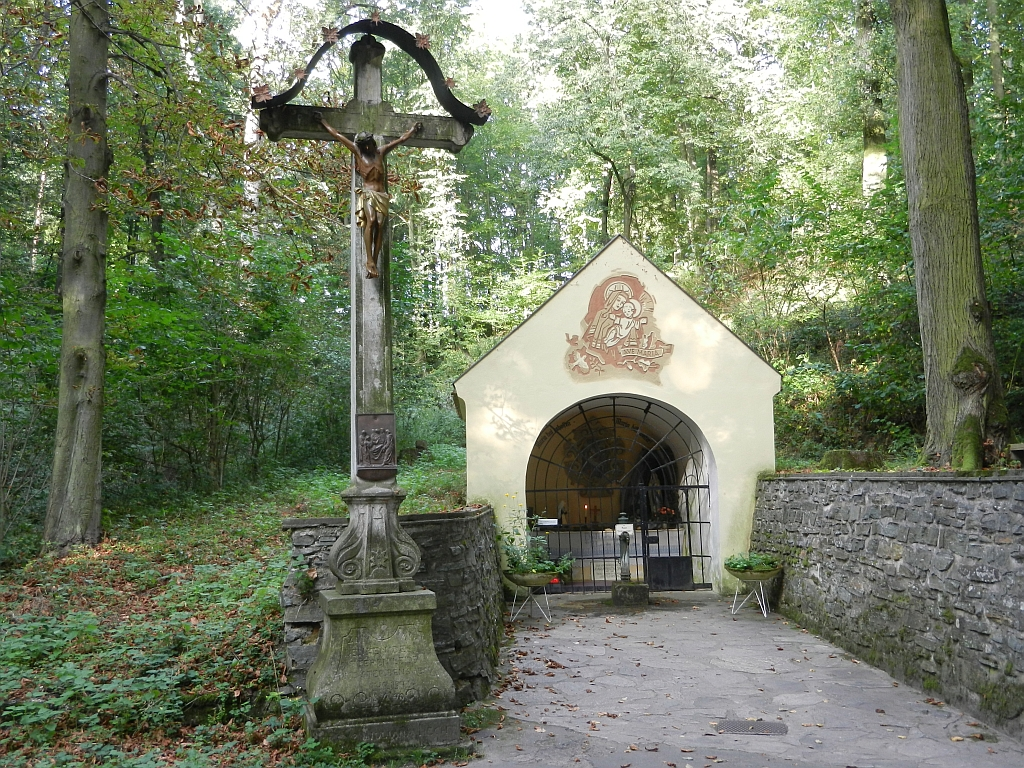
La cappella Bründl vicino alla Basilica

Accanto alla parete nord del santuario si trova una cappella appena ristrutturata sotto una copertura a spiovente con volta a botte e abside semicircolare. All'interno si vede un cartiglio in rilievo con un'immagine venerata della Madonna del 1750. Nel 1983 il pittore Herbert Puschnik realizzò il graffito sul timpano della cappella e le stazioni della Via Crucis a Bründl.

## Altre caratteristiche
Nelle immediate vicinanze della cappella Bründl si trova una caverna, che nei racconti popolari ha a che fare con il capobandito Johann Georg Grasel (1790-1818), che l'avrebbe utilizzata come rifugio. Però mancano in proposito documenti storici.